# Summis desiderantes affectibus

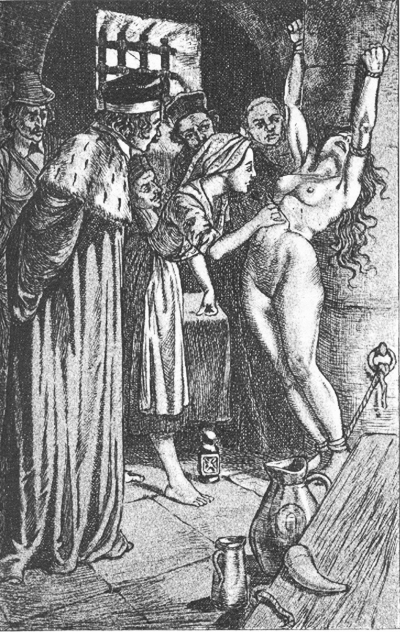
Dessin de Martin Van Maele montrant la torture d'une femme désignée comme sorcière (illustration de La Sorcière, de Jules Michelet - 1911

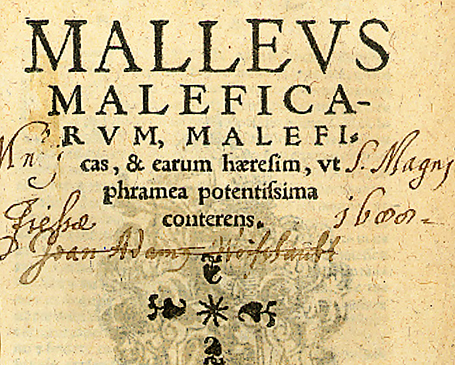
Le Malleus Maleficarum (Marteau des sorcières)

Summis desiderantes affectibus (en français : « Désireux d'ardeur suprême ») est une bulle promulguée par le pape Innocent VIII le 5 décembre 1484.

## Contexte historique
La bulle est rédigée en réponse à la demande de l'inquisiteur Heinrich Kramer  à disposer de pouvoirs explicites à poursuivre la sorcellerie en Allemagne, après avoir essuyé un refus d'aide par les autorités ecclésiastiques locales. Cette bulle pontificale conduit les deux inquisiteurs Heinrich Kramer et Jacques Sprenger à mener en Allemagne, une chasse aux sorcières cruelle. Ceux-ci rédigeront, en 1486 ou 1487, le Malleus Maleficarum (Le Marteau des sorcières), un traité sur la sorcellerie et les moyens pour lutter contre la sorcellerie (livre toujours édité de nos jours).
Innocent VIII, donne une  pleine approbation pontificale à l'inquisition afin de procéder à la correction, l'emprisonnement, punition et châtiment  de ces personnes « selon leurs mérites ». La bulle reprend essentiellement les vues de Kramer, sur le fait qu'une épidémie de sorcellerie et une hérésie se produisent dans la vallée du Rhin en particulier dans les diocèses de Mayence, Cologne, Trèves, Salzbourg et Brême, comprenant les accusations de certains actes.
La bulle exhorte les autorités locales à coopérer avec les inquisiteurs et menace ceux qui entravent leur travail d'excommunication. Malgré cette menace, la bulle omet de s'assurer que Kramer obtienne le soutien qu'il espérait, l'obligeant à se retirer et rassembler son point de vue sur la sorcellerie dans son livre Malleus Maleficarum. Summis desiderantes affectibus est publié dans la  préface du livre pour signaler l'approbation papale de son travail.
La bulle, qui synthétise les crimes  spirituels et séculaires de la sorcellerie, est souvent considérée comme ayant ouvert la porte à la chasses aux sorcières de l'époque moderne. La bulle est également considérée comme « clairement politique », inspirée par des conflits de compétence entre les prêtres catholiques allemands et les clercs de l'office de l'inquisition qui répondent plus directement au pape.

## Sources
- Texte de la bulle dans la base APOSCRIPTA (CNRS)
- Inquisition d'Espagne : Annie Molinié-Bertrand (p. 96 & s.)
- Les Grandes Affaires criminelles d'Alsace : Laurent Lallemand
- Malleus Maleficarum (version (en)) document en ligne format pdf
- Compte rendu de Dedieu Jean-Pierre (1991) sur Henri Institoris et Jacques Sprenger, Le marteau des sorcières (Malleus Maleficarum) en ligne

- (en) Cet article est partiellement ou en totalité issu de l’article de Wikipédia en anglais intitulé « Summis desiderantes affectibus » (voir la liste des auteurs).